# Astorga (kommunhuvudort)
Astorga är en kommunhuvudort i Spanien.   Den ligger i provinsen Provincia de León och regionen Kastilien och Leon, i den nordvästra delen av landet, 300 km nordväst om huvudstaden Madrid. Astorga ligger 865 meter över havet och antalet invånare är 12 078.
Terrängen runt Astorga är platt. Runt Astorga är det ganska tätbefolkat, med 120 invånare per kvadratkilometer. Astorga är det största samhället i trakten. Trakten runt Astorga består till största delen av jordbruksmark.